# Kalhamansaari
Kalhamansaari är en ö i Finland. Den ligger i sjön Kalhamajärvi och i kommunen Puolango i den ekonomiska regionen  Kehys-Kainuu  och landskapet Kajanaland, i den centrala delen av landet, 500 km norr om huvudstaden Helsingfors. Öns area är 4,7 hektar och dess största längd är 450 meter i sydöst-nordvästlig riktning.